# کیان هارات
کیان هارات (انگلیسی: Kian Harratt؛ زادهٔ ۲۱ ژوئن ۲۰۰۲) بازیکن فوتبال اهل بریتانیا است. از باشگاه‌هایی که در آن بازی کرده‌است می‌توان به باشگاه فوتبال هادرزفیلد تاون و باشگاه فوتبال هروگیت تاون اشاره کرد.